# Howard Broun
Howard Broun (* 1947 oder 1948) ist ein ehemaliger neuseeländischer Squash- und Tennisspieler.

## Karriere
Howard Broun war in den 1970er- und 1980er-Jahren als Squash- und Tennisspieler aktiv und gehörte in beiden Sportarten zur nationalen Spitze: so war er im Tennis unter anderem neben Onny Parun und Brian Fairlie Kadermitglied der neuseeländischen Davis-Cup-Mannschaft, blieb jedoch ohne Einsatz im Davis Cup. 1967 gehörte er zum offiziellen Aufgebot in der Partie gegen Mexiko.
Mit der neuseeländischen Nationalmannschaft im Squash nahm er 1976 und 1977 an der Weltmeisterschaft teil. 1977 wurde er mit der Mannschaft hinter Pakistan Vizeweltmeister. Ein Jahr zuvor hatte er die neuseeländischen Landesmeisterschaften gewonnen und wurde auch national auf Rang eins geführt. 1979 und 1981 stand er jeweils im Hauptfeld der Weltmeisterschaft im Einzel, kam beide Male aber nicht über die erste Runde hinaus. Bei den New Zealand Open erreichte er das Finale, in dem er Bruce Brownlee unterlag.
Broun zog während seiner Karriere nach Calgary in Kanada, um dort als Trainer zu arbeiten. Er übernahm dort einen Squashclub, den er 1993 wieder verkaufte. In dieser Zeit war er der erste Trainer von Jonathon Power.

## Erfolge
- Vizeweltmeister mit der Mannschaft: 1977
- Neuseeländischer Meister: 1976